# Traquet à capuchon
Oenanthe monacha
Espèce
Statut de conservation UICN

 LC  : Préoccupation mineure
Le Traquet à capuchon (Oenanthe albifrons) est une espèce d'oiseaux de la famille des Muscicapidae.
Cet oiseau est répandu de manière dissoute à travers le Moyen-Orient.